# Türk Hava Yolları Spor Kulübü (pallavolo)
Il Türk Hava Yolları Spor Kulübü è una società pallavolistica turca, con sede a Istanbul: milita nel campionato turco di Sultanlar Ligi; fa parte della polisportiva Türk Hava Yolları Spor Kulübü, di proprietà della compagnia aerea di bandiera della Turchia, la Turkish Airlines (in turco: Türk Hava Yolları).

## Storia
Il Türk Hava Yolları Spor Kulübü viene fondato nel 1979. Raggiunge la massima divisione del campionato turco già nel 1985, disputandola per sei annate, retrocedendo nel 1991. Dopo una annata in divisione cadetta, ritorna immediatamente a calcare i campi della Voleybol 1. Ligi fino al 1994, quando cessa le proprie attività.
Nel 2016 la squadra di pallavolo femminile viene rifondata, partendo dalla Voleybol 2. Ligi: grazie a due promozioni consecutive, torna a giocare in massima serie, la Sultanlar Ligi, nella stagione 2018-19. Conquista la vittoria nella BVA Cup nell'edizione 2019 e 2020.

## Rosa 2024-2025
| N° | Nome                | Ruolo | Data di nascita   | Nazionalità sportiva |
| -- | ------------------- | ----- | ----------------- | -------------------- |
| 1  | Melis Yılmaz        | L     | 28 giugno 1996    | Turchia              |
| 2  | Buse Kayacan        | L     | 15 luglio 1992    | Turchia              |
| 3  | Emine Arıcı         | C     | 17 gennaio 1997   | Turchia              |
| 4  | Tuğba Şenoğlu       | S     | 2 febbraio 1998   | Turchia              |
| 6  | Özlem Tuğral        | P     | 21 ottobre 2001   | Turchia              |
| 7  | Çağla Akın          | P     | 19 gennaio 1995   | Turchia              |
| 8  | Ada Germen          | S     | 24 giugno 1997    | Turchia              |
| 9  | Büşra Cansu         | C     | 16 luglio 1990    | Turchia              |
| 10 | Selin Coşkun        | O     | 21 settembre 2005 | Turchia              |
| 11 | Anthī Vasilantōnakī | O     | 9 aprile 1996     | Grecia               |
| 12 | Diana Alecrim       | C     | 22 febbraio 1999  | Brasile              |
| 13 | Neriman Özsoy       | S     | 13 luglio 1988    | Turchia              |
| 17 | Júlia Bergmann      | S     | 21 febbraio 2001  | Brasile              |
| 21 | Roberta Ratzke      | P     | 28 aprile 1990    | Brasile              |
| 44 | Karmen Aksoy        | C     | 8 luglio 2003     | Turchia              |

## Palmarès
- BVA Cup: 2

2019, 2020